# Burkina Faso az olimpiai játékokon
Burkina Faso 1988-tól küld sportolókat az olimpiai játékokra, azóta minden nyári sportünnepen részt vett. Burkina Faso korábbi nevén, Felső-Volta néven is szerepelt az olimpián, 1972-ben. Burkina Faso még nem képviseltette magát a téli olimpiai játékokon.
Burkina Faso első olimpiai érmét Hugues Fabrice Zango szerezte, a Tokióban megrendezett 2020. évi nyári olimpiai játékokon férfi hármasugrásban ért el bronzérmes helyezést.
A Burkina Fasó-i Nemzeti Olimpiai és Sportbizottság 1965-ben alakult meg, a NOB 1972-ben vette fel tagjai közé.